# Новопокровское (Саратовская область)
Новопокро́вское — село в Балашовском районе Саратовской области, административный центр Новопокровского сельского поселения.

## География
Расположено в 33 км к западу от г. Балашова (в 7 км сторону от оживленной федеральной магистрали Р-22 Саратов — Москва).
Практически первозданная экологическая чистота западной части Балашовского района, долгое, жаркое, малодождливое лето (температуры в июне-июле выше 35-37 градусов, май, август выше 25 и хорошие плодородные почвы.
В селе произрастают практически все виды растений типичных для южных регионов страны без каких-либо дополнительных материально-человеческих затрат, в их числе: каштаны, дыни, арбузы, баклажаны, сливы, тёрн, яблони. В последние годы всё чаще у селян встречается взращиваемый виноград.
Осень длинная, тёплая (температуры сентября в среднем от +7 до +27 °C, падают по мере приближения октября). Зима короткая, но морозная (разброс температур зимой может достигать от +5 до −37 градусов; морозы не стабильные, в основном температуры колеблются в границах от +3 до −7-8 градусов. Но в декабре и второй половине января случаются заморозки до −30…-37 °C).Февраль солнечный, малооблачный, ветреный, мало-морозный. Март-чёткое начало весны.
Через село протекает спокойная и не многоводная река Елань. Ширина реки в границах села не колеблется от 4 до 20 метров.

## История
Дата основания села — 4 ноября 1711 года. После революции 1917 г. некоторое время носило название Луначарское.

## Население
| 1939 | 1959  | 2002  | 2010  |
| ---- | ----- | ----- | ----- |
| 3177 | ↘2644 | ↘1280 | ↘1218 |

Демографическая ситуация сложная. В 1992—1996 годах в село приехало и осело большое количество вынужденных и добровольных переселенцев из всех республик бывшего СССР (в основном из Таджикистана, Казахстана, Узбекистана, Туркмении и Киргизии). Количество селян резко увеличилось, наполнилась школа, стал вновь востребован детсад, появилась необходимость в открытии магазинов и наполнении последних всеми востребованными товарами.
Из-за отсутствия работы в 1999—2003 годах начался практически тотальный отток трудоспособного местного населения не пенсионного возраста, в том числе переселенцев, в близлежащие города.

## Инфраструктура
- Сельская администрация,
- Общеобразовательная полная (11-летняя) школа.
- Детский сад
- Больница и поликлиника, в корпусе больницы имеется площадь отведённая под дом престарелых.
- Почтовое отделение. Индекс 412354.
- Отделение сберегательного банка.
- Узел телефонной связи (обслуживающий все соседние сёла — Александровка, Безлесное, Соцземледелие, остальные сёла постепенно переходят под обслуживание Балашовского узла связи непосредственно).
- Дом культуры — с расположенной в нём музыкальной школой, библиотекой)
- Четыре продуктовых магазина расположенных в основном в центре села (Почтовая, и ул. Ленина)
- Электроподстанция.
- Работают крестьянско-фермерские хозяйства с одной стороны и остатки некогда богатого колхоза часто переходящего перерегистрации собственников, с другой.
- Село полностью газифицировано природным газом. Однако ввиду добровольной схеме проводки трубы по улицам (в 1993—1997 гг), часть домов осталась не подключенными к газовой трубе. После газификации села, через несколько лет, газопровод перешел на баланс и полное обслуживание в трест «Балашовмежрайгаз», а штучно-персональная газификация отдельных домов их владельцам стала обходиться значительно дороже (отдельные проект, согласования, требования о наличии всех документов о собственности на жилое строение, выезд монтажных бригад, подвоз материалов; впоследствии цена подвода трубы стала превышать рыночно-востребованную цену самого жилого дома, поэтому часть домов ввиду отсутствия документов так и остались без газа.

## Транспорт
Удобное положение села делало это село весьма перспективным административным и транспортном узлов в масштабах не только области но и региона. Через село проходит дорога, существенно сокращающая путь из юго-западных районов Саратовской области (это Самойловский, Калининский районы) в сторону г. Ртищево и далее на север и в другие регионы (Пенза, Тамбовская область — на г. Кирсанов, Тамбов. Однако в 2000 году участок дороги Малая Семёновка — Новопокровское — Соцземледелие — Аркадак пришёл в негодность. Полотно на участке Соцземледелие- — Аркадак практически не пригодно для движения любых видов транспорта.
Имеется постоянное автобусное сообщение с городом Балашовом (до Балашова суммарно 44 км) .